# 呼吸道感染
呼吸道感染（英語：Respiratory tract infection）指的是任何涉及到呼吸道部分的感染性疾病，这类疾病一般会被进一步细分为上呼吸道感染（URI、URTI）或者下呼吸道感染（LRT、LRTI）。其中，下呼吸道感染，如肺炎，一般会比上呼吸道感染，如普通感冒，要更为严重些。